# Opus musicum
Opus musicum je hudební revue a zároveň jeden z nejstarších českých odborných hudebních časopisů s nepřerušenou kontinuitou. Začal vycházet v roce 1969 v Brně v periodicitě 10 čísel za rok a vychází dodnes jako dvouměsíčník. Během své historie obsah periodika osciloval mezi odborným časopisem a popularizačním tiskem.

## Historie

### Počátky
Založení časopisu Opus musicum v roce 1969 uzavírá uvolněné období 60. let, které přálo rozvoji brněnských kulturních institucí. V roce 1966 vzniká Mezinárodní hudební festival spolu s mezinárodním muzikologickým kolokviem, na podzim roku 1967 zahajuje své působení sdružení Husa na provázku. Na půdě Janáčkovy akademie múzických umění působí Studio A, sdružující především skladatele výrazně modernisticky orientovaných. V této atmosféře dochází v krajské Sekci hudební vědy a kritiky při Svazu československých skladatelů a v Moravském muzeu  k rozhodnutí založit v Brně nový časopis. Jako modely fungujících časopisů v Brně posloužily Host do domu a Věda a život, nakrátko též INDEX, nicméně dědictví Janáčkových Hudebních listů (1884-1888) a Helfertových Hudebních rozhledů (1924-1928) byl základní mocnou iniciací i závazkem. 
Opus musicum měl představovat alternativu vůči oficiálním Hudebním rozhledům. Odpovědným redaktorem byl jmenován Jiří Fukač, jeho zástupcem Jiří Majer, Eva Klimešová (později Drlíková) pracovala jako redaktorka. U zrodu časopisu stála iniciativní skupina nadšenců s přetlakem publikačních sil znásobených omezenými možnostmi doby. Právě energie přispěvatelů nasměrovaná do jednoho informačního kanálu dokázala z časopisu vytvořit solidní periodikum, které záhy prostřednictvím bibliografických odkazů proniklo do velkých světových hudebních slovníků, jako je The New Grove Dictionary of Music and Musicians, Musik in Geschichte und Gegenwart a dalších. 
Prvotním záměrem bylo vytvořit měsíčník, který poskytne prostor pro popularizaci výsledků bádání v oblasti hudební vědy, hudební kritiku aktuálního dění i nahrávek a knih o hudbě. Tento časopis měl mít vyhraněnou linii – na rozdíl od Hudebních rozhledů měl být apolitický, ale zároveň měl obsáhnout značný okruh zájemců. Potřebu založení časopisu bylo především nutné obhájit na ústředí Svazu československých skladatelů v Praze. Po delších jednáních delegáti brněnské odbočky svazu (Rudolf Pečman a Jindřiška Bártová) myšlenku nového časopisu prosadili. Problémem zůstávalo financování. Časopis, který byl tehdy registrován u Jihomoravského kraje, vzalo pod svá křídla Moravského muzea a přispěl také Svaz československých skladatelů. Od 7. čísla ročníku 1970 nahradila Moravské muzeum Státní filharmonie Brno. Ta také propůjčila redakci Opus musicum na dlouhou dobu sídlo v prostorách Besedního domu na Komenského náměstí.
Název Opus musicum měl naznačit, že nepůjde pouze o periodikum s kulturněkritickým obsahem, ale především o list, který bude vycházet z hudebního díla. Tím se nepřímo hlásil ke strukturalistickému kontextu (v předválečném Brně rozvíjeném Jakobsonovým formalismem), který byl ovšem v přímé opozici vůči oficiálnímu směřování. Název Opus měl také evokovat chápání výkonného hudebního umění jako umění tvůrčího, nikoliv jen reprodukčního. V nové hudební revue měla dostat prostor také hudba duchovní či hudba malých žánrů. Respektována měla být hlediska hudebněhistorická, sociologická i topografická. Zaměření se mělo pohybovat od lokální problematiky po širší evropské souvislosti. Proto se počítalo s publikováním překladů statí a úvah, studií, kritických postřehů i glos od zahraničních spolupracovníků z řad muzikologů, kritiků i skladatelů. 

### 70. a 80. léta
Tíže doby poznamenala i Opus musicum. V roce 1971 musel Jiří Fukač odejít z čela časopisu. Na jeho místo nastoupil Jiří Majer, který představoval pro tehdejší stranické vedení dostatečnou ideologickou záruku a časopis si díky jeho působení mohl nadále uchovat svůj svébytný styl. Do popředí se v tomto období dostala i nakladatelská myšlenka. Pod hlavičkou Opus musicum začala v samostatné knižnici vycházet řada publikací s hudební tematikou.
V roce 1984 nastoupila na místo odpovědné redaktorky Eva Drlíková. Časopis v té době vycházel už jen desetkrát do roka a na jeho vydávání se vedle dvou původních organizací (Státní filharmonie Brno, Svaz čs. skladatelů) začal podílet i Český hudební fond. Tematicky je od této doby vědomě kladen důraz na janáčkiana, a to nejen v knižnici, ale i v časopise (OM např. jako první vydává na pokračování paměti Zdenky Janáčkové). Pozornosti se dostává též výtvarné stránce časopisu. Kresby pro OM jsou prezentovány na samostatné výstavě v Galerii U Dobrého pastýře.

### Nová doba
Bouřlivá 90. léta znamenala pro Opus musicum především nutnost transformace do podoby samostatného právního subjektu. Tím se stala v roce 1993 Nadace Opus musicum a po změně nadačního zákona obecně prospěšná společnost (1999). Otevřela se řada nových možností, ale zároveň nastalo finančně nejisté období, které vyústilo v zeštíhlení časopisu na 6 čísel za rok. Na spolufinancování periodika se podílely Ministerstvo kultury ČR, Nadace Leoše Janáčka, Nadace Český hudební fond i Magistrát města Brna. Nicméně vedle vydávání časopisu a knižnice se Opus musicum pustil také do iniciace a organizace velkých kulturně-společenských akcí (Korngold Anniversary, Hudební dny E. W. Korngolda, Z(a)tracená hudba), jejichž význam přesáhl hranice regionu. Došlo také ke stěhování sídla z Besedního domu nejprve na Gorkého ul. 11 a posléze na Radnickou ul. 10, kde společnost setrvala téměř 11 let. 
V roce 1999 předala Eva Drlíková definitivně redakční štafetu mladším kolegům. Časopis se formátem na čas proměnil, nicméně skladba obsahu zůstala víceméně stejná. I nadále přináší především hudebněvědné studie, zprávy o hudebním dění, rozhovory, recenze knih a hudebních nosičů. 
V roce 2008 byla redakce z organizačních i finančních důvodů nucena po letech opustit objekt Staré radnice. Útočiště našla v Brně – Černých Polích v sídle Nadace Leoše Janáčka na Krkoškově ul. 45a. Prakticky se však dnes jedná jen o sídlo skladu a administrativy, neboť sama redakce je spíše virtuální, v éteru mezi internetem propojenými počítači, s jejichž pomocí dnes časopis vzniká. 

## Knižnice
Svazek I

rok vydání: 1970

Zápisky o Antonínu Rejchovi, (ed. Jiří Vysloužil); česky-francouzsky

Historicky první svazek knižnice OM obsahuje vlastní životopis významného českého skladatele Antonína Rejchy v překladu Jaroslava Fryčera.
Svazek II

rok vydání: 1973

Sborník Svazky - vztahy - paralely. Ruská a česká hudba, (ed. J. Vysloužil a L. Ginzburg); česky-rusky

Dvojjazyčně vydaný sborník statí českých i ruských muzikologů o vzájemných protnutích dvou významných slovanských hudebních kultur.
Svazek III

rok vydání: 1977

František Jílek - kolektivní monografie (ed. redakce OM)

Monografie o slavné dirigentské osobnosti, jejíž význam a věhlas zejména na poli janáčkovské interpretace daleko přesáhl hranice Brna.
Břetislav Bakala

mimořádné číslo OM, (ed. redakce OM)

Věnováno slavné dirigentské a skladatelské osobnosti hudebního Brna, jednomu z žáků Leoše Janáčka.
Svazek IV

rok vydání: 1984

Vincenc Janáček: Životopis Jiříka Janáčka, (ed. Jiří Sehnal); Leoš Janáček: Dopisy strýci, dopisy matky, (ed. Svatava Přibáňová)

Ediční příspěvek na poli janáčkovského bádání přinesl vedl životopisu děda velkého skladatele z pera jeho syna, Leošova strýce, Vincence, také edici korespondenci skladatele se strýcem a matkou.
Kresby pro OM; výběr kreseb publikovaných v OM (ed. E. Drlíková)

Publikace vznikla jako katalog k výstavě kreseb, které byly vytvořeny pro časopis Opus musicum a které také v průběhu let hojně zdobily jeho stránky i obálky.
Svazek V

rok vydání: 1987-1988

Josef Mysliveček v dopisech, (ed. Stanislav Bohadlo)

Publikace přináší korespondenci slavného představitele české hudební emigrace.
Svazek VI

rok vydání: 1990

Hádanka života. Korespondence Leoše Janáčka Kamile Stösslové ( ed. Svatava Přibáňová)

První úplné vydání Janáčkovy korespondence s jeho dlouholetou múzou. Kniha je doplněna černobílými dokumentárními fotografiemi.
Svazek VII

rok vydání: 1991-1992

John Tyrrel: Česká opera

Teoretický spis dnes již slavného janáčkovského badatele o podstatě a charakteru operní tvorby v českých zemích.
Svazek VIII

rok vydání: 1992-1993

Písně rozmanité: Cantilenae diversae (ed. Miloš Štědroň)

Edice rukopisného zpěvníku brněnské provenience z 2. poloviny 18. století. Sborník obsahuje 23 písní a přináší kritickou edici textové i notové složky včetně faksimile originálu.
Svazek IX

rok vydání: 1995

Vojtěch Kyas: Slavné hudební osobnosti v Brně

Dvojjazyčná publikace (česky-německy) encyklopedického stylu představuje ucelený soubor hudebních osobností, jež působily v Brně v letech 1859-1914. Kniha je doplněna řadou unikátních černobílých fotografií a dalších archivních materiálů.
Svazek X

rok vydání: 1998

Stále se mi zdá, že Tě někde hledám, Dopisy Jaroslava Ježka Míle Ledererové (ed. Hana Pospěchová)

Edice 35 dopisů slavné skladatelské osobnosti Osvobozeného divadla. Publikace také přinesla 35, z velké části poprvé zveřejněných, fotografií.
Svazek XI

rok vydání: 1999, druhé vydání: 2006

Soňa Červená: Stýskání zakázáno 

Memoáry slavné české operní pěvkyně Soni Červené. Jako jediná publikace knižnice OM se tento svazek dočkal po sedmi letech od vydání reedice. Jako doplněk ke knize bylo vydáno i CD s ukázkami z tvorby umělkyně.
Svazek XII

rok vydání: 1999

Soňa Červená: Heimweh verboten

Německá verze pamětí Soni Červené.
Svazek XIII

rok vydání: 2000

The Korngolds, their Era and Contemporaries/ Die Korngolds, ihre Zeit und Zeitgenossen. (ed. Eva Drlíková) Sborník příspěvků z mezinárodního kolokvia konaného v rámci Korngold Anniversary v roce 1997. Publikace obsahuje texty v angličtině a němčině. 
Svazek XIV

rok vydání: 2001

Hugo Haas - fotografe, filmografie, divadelní role (ed. Vojen Drlík) 

Publikace vyšla u příležitosti výstavy "Hugo Haas ve filmové fotografii" pořádané v Domě umění města Brno v červnu a srpnu 2001. Vedle úvodní stati a četných fotografií obsahuje knížka i soupis divadelních a filmových rolí této významné herecké osobnosti.
Svazek XV

rok vydání: 2001

Soňa Červená: Můj Václav 

S poněkud neobvyklým názvem Můjváclav představuje Soňa Červená nástrojářského vynálezce a zakladatele Královéhradecké továrny hudebních nástrojů Václava Františka Červeného. Ve dvou desítkách poutavě vyprávěných kapitol ze života a doby svého praděda se pokouší plasticky vykreslit portrét nesmírně pracovitého, nadaného a nápaditého českého člověka předminulého století, mezi světovými nástrojaři a hudebnickou obcí veleváženého vynálezce a výrobce. 
Svazek XVI

rok vydání: 2001

Soňa Červená: Grüss Gott, Herr Červený 

Německá verze knihy Můjváclav
Svazek XVII

rok vydání: 2002

Erich Wolfgang Korngold: Hudební dny. Musiktage/Music Festival (ed. Eva Drlíková) 

Programový katalog festivalu, který společnost Opus musicum uspořádala ve dnech 5. – 11. května 2002.
Svazek XVIII

rok vydání: 2004

Leoš Janáček: Život a dílo v datech a obrazech (ed. Eva Drlíková) 

Česko-anglický chronologický přehled významných událostí v životě a díle velkého skladatele. Doplněno řadou unikátních fotografií.
Svazek XIX

rok vydání: 2004

Leoš Janáček: Život a dílo v datech a obrazech (ed. Eva Drlíková) 

Německo-francouzská verze předchozího titulu.
Svazek XX

rok vydání: 2007

Adolf Sýkora: Z mého života v Janáčkově kvartetu 

Dosud poslední titul knižnice OM. Dlouholetý člen Janáčkova kvarteta v ní čtivou formou přibližuje svoje působení v tomto světovém tělese. Knihu doplňuje řada fotografií.